# Station Highams Park
Highams Park is een spoorwegstation van National Rail in Waltham Forest in Engeland. Het station is eigendom van Network Rail en wordt beheerd door Greater Anglia. 

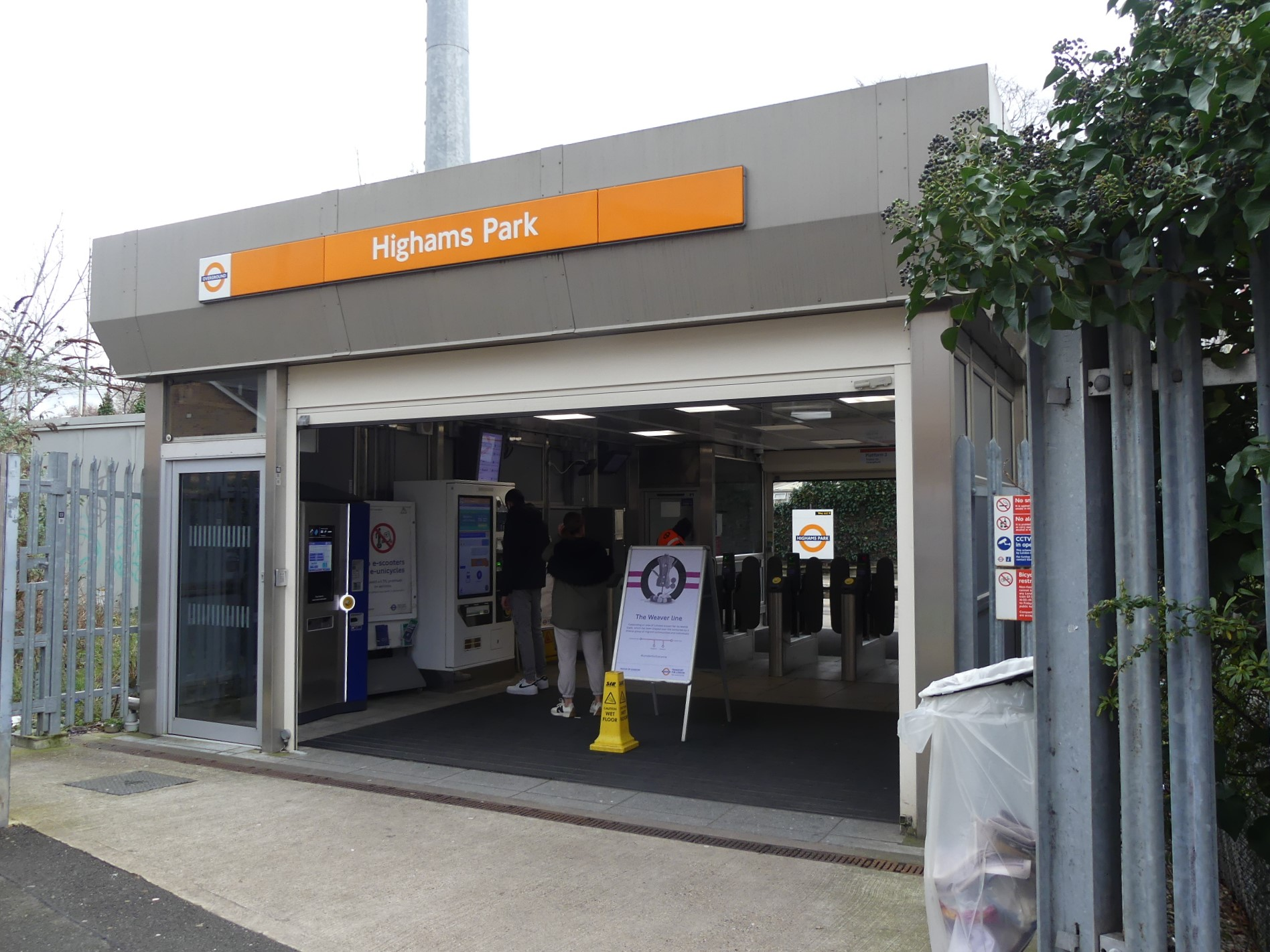
Westelijke ingang
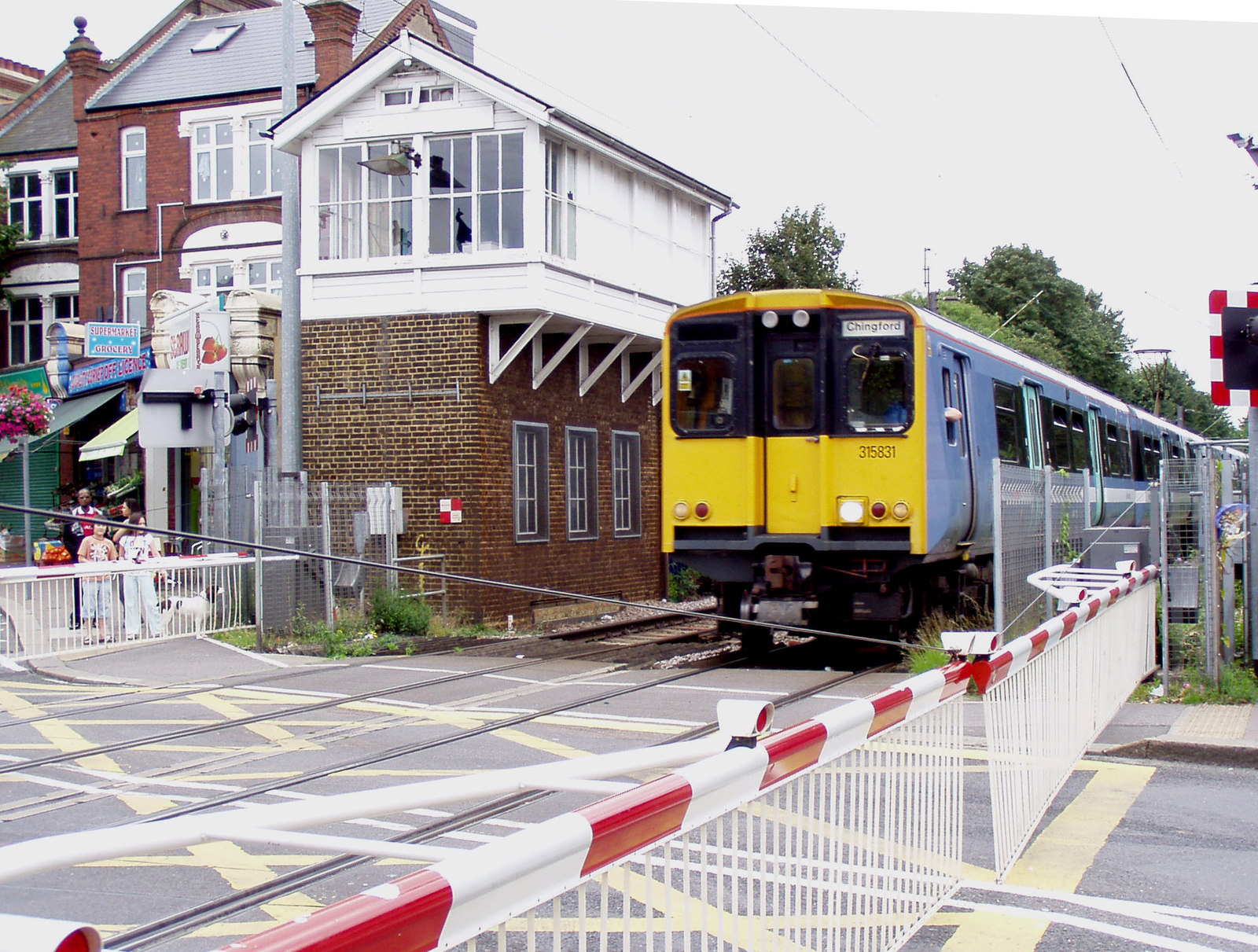
Overweg en seinhuis